# Gare de Saint-Pierre-Église
La gare de Saint-Pierre-Église était une gare ferroviaire française de la ligne de Cherbourg à Barfleur, située au lieu-dit la Gare sur le territoire de la commune de Saint-Pierre-Église dans le département de la Manche) en région Normandie.
Elle est mise en service en 1911 par la Compagnie des chemins de fer de la Manche (CFM) et fermée à tous trafics en 1950.

## Situation ferroviaire
Établie à 64 mètres d'altitude, la gare de Saint-Pierre-Église était située sur la ligne de Cherbourg à Barfleur entre les gares de Fermanville et de Tocqueville - Gouberville. S'intercalaient les haltes de Carneville-Théville en amont, et de Varouville-Rhétoville et Néville en aval.

## Histoire
La gare de Saint-Pierre-Église est mise en service le 8 juillet 1911 par la Compagnie des chemins de fer de la Manche (CFM), lorsqu'elle ouvre à l'exploitation la ligne, à voie normale, de Cherbourg à Barfleur.
Après les destructions de la fin de la Seconde Guerre mondiale la gare est de nouveau desservie jusqu'au passage du dernier train qui marque la fermeture de la ligne le 30 septembre 1950.

## Service des voyageurs
Gare fermée et désaffectée.

## Après le chemin de fer
En 2011, bâtiment voyageurs de l'ancienne gare est toujours présent, rue Flandres-Dunkerque. Il abrite des logements locatifs.